# 大垣市立北小学校
大垣市立北小学校（おおがきしりつ きたしょうがっこう）は、岐阜県大垣市にある市立小学校。

## 概要
- 通学区域は見取町1・2丁目、林町1-10丁目、笠縫町、笠木町、宿地町、河間町1-5丁目、八島町、室村町1-3丁目、南一色町（一部）、中野町1丁目であり、公立中学校の進学先は大垣市立北中学校である[1]。
- 北小学校HPでは創立は1929年であり、2018年11月10日に創立90周年記念式典がおこなわれた[注釈 1]。1929年は大垣市北尋常高等小学校の開校した年である。
- 近年は合唱に力を入れており、合唱団「カンタービレ」が結成されている。CBCこども音楽コンクール、NHK全国学校音楽コンクールで入賞の実績がある。
- 1949年から2014年までは、大垣市立北幼稚園を併設していた。

## 沿革
上記のように北小学校の創立は1929年であるが、この地域（旧・安八郡北杭瀬村）には北杭瀬尋常高等小学校が存在した。ここではこれについても記述する。
- 1873年（明治6年） - 河間村に耕文義校が開校。
- 1875年（明治8年） - 耕文学校に改称する。
- 1886年（明治19年）12月 - 耕文簡易科小学校に改称する。
- 1894年（明治27年）4月 - 耕文尋常小学校に改称する。
- 1897年（明治30年）4月1日 - 木戸村、笠木村、笠縫村 、河間村、南一色村、興福地村、池尻村が合併し、北杭瀬村が発足。
- 1923年（大正12年） - 耕文尋常高等小学校に改称する。
- 1924年（大正13年） - 北杭瀬尋常高等小学校に改称する。
- 1928年（昭和3年）4月15日 - 北杭瀬村が分割される。旧・池尻村、興福地村は不破郡赤坂町へ、旧・木戸村、南一色村、笠木村、笠縫村、河間村は大垣市へ編入される。
- 1929年（昭和4年）
  - 3月 - 北杭瀬尋常高等小学校を廃止。
  - 4月 - 大垣市北尋常高等小学校が開校。校舎は大垣市室（現・大垣市室村町）に新築。校区は1928年（昭和3年）に大垣市に編入された旧・北杭瀬村の一部（木戸・笠木・笠縫・河間・南一色）。
- 1941年（昭和16年）4月1日 - 大垣北国民学校に改称する。
- 1945年（昭和20年）7月28日 - 大垣空襲により校舎を全焼。住友通信工業大垣製造所[注釈 2]青年学級校舎を仮校舎として授業を行う。
- 1947年（昭和22年）4月1日 - 大垣市立北小学校に改称する。林町1～4丁目と中川村の一部（八島）が校区に編入される。現在地に移転。
- 1949年（昭和24年）4月 -
  - 林町の全域が校区に編入される[注釈 3]。
  - 大垣市立北幼稚園が開園。大垣市立北小学校に併設する。
- 1958年（昭和33年）11月 - 創立三十周年記念式典を挙行。同窓会設立。
- 1959年（昭和34年）7月 - 戦災復興の国庫補助により屋内体操場竣工（経費1,330万円）。
- 1963年（昭和38年）3月 - ピアノ1台、オルガン20台、鼓笛隊楽器（100人編成）、総合遊具（計64万円）寄付を受け披露式挙行。
- 1965年（昭和40年）6月 - 特殊学級を編成する。
- 1966年（昭和41年）6月 - 鉄筋4階建校舎完工。
- 1967年（昭和42年）7月 - プール完工。
- 1968年（昭和43年）2月 - 鉄筋4階建校舎8教室完工。
- 1970年（昭和45年）1月 - 鉄筋4階建校舎6教室（内理科室1、音楽室1）完工。
- 1971年（昭和46年）3月 - 鉄筋4階建校舎16教室（小8、幼8、幼職員室）完工。
- 1972年（昭和47年）4月 - 鉄筋4階建校舎（普通教室18、特別室4、管理室4）完工。
- 1974年（昭和49年）3月 - 鉄筋4階建校舎増築完工（小4、特別室2、幼2、遊戯室1）。
- 1977年（昭和52年）12月 - 校旗新調。
- 1978年（昭和53年）11月 - 創立五十周年記念式典挙行。
- 1988年（昭和63年）11月 - 創立六十周年記念式典挙行。
- 1995年（平成7年）3月 - 体育館全面改築。
- 1998年（平成10年）11月 - 創立七十周年記念式典挙行。
- 2000年（平成12年）
  - 4月 - 合唱団「カンタービレ」結成。英語教育全校展開・正面玄関に校札設置。
  - 11月 - 「第1回きらきらコンサート」開催。
- 2004年（平成16年）10月 - 消火配管改修。
- 2006年（平成18年）3月 - プール完工。
- 2007年（平成19年）9月 - 理科室改修。
- 2008年（平成20年）11月 - 創立八十周年記念式典挙行。
- 2009年（平成21年）7月 - 南舎耐震工事。
- 2010年（平成22年）7月 - 北舎耐震工事。
- 2012年（平成24年）10月 - 流域貯留施設完成（貯留グランド）。
- 2014年（平成26年）4月 - 大垣市立北幼稚園、大垣市立北保育園、かさぎ保育園を統合し、大垣市立北幼保園となる。北幼保園園舎は旧・大垣市立北保育園跡地に新築。
- 2015年（平成27年）4月 - 土曜授業・ふるさと大垣科開始。
- 2016年（平成28年）4月 - 西門駐車場整備。第5学年彦根荒神山研修開始。
- 2017年（平成29年）4月 - 小中間ゲートの開放。夏休みチャレンジ教室開始。
- 2018年（平成30年）11月 - 創立九十周年記念式典挙行。

### この節の出典
- 北小学校の沿革（学校ホームページ内）

## 学校周辺
- 大垣市立北中学校 - 敷地が隣接
- 大垣市北公園 - 敷地が隣接
- 大垣市北地区センター
- 大垣市青年の家
- 大垣日本大学高等学校
- 大垣徳洲会病院

## アクセス
- JR東海道本線・養老鉄道養老線大垣駅（北口）から、徒歩約1.2km・約18分。